# Валтер III фон Арнщайн
Валтер III фон Арнщайн (на немски: Walter III von Arnstein; * ок. 1150; † ок. 1196) е господар на Арнщайн при Ашерслебен в Харц и фогт на Барби на Елба. От него произлизат графовете на Линдов-Рупин и графовете на Барби.

## Произход
Той е син на граф Валтер II (I) фон Арнщайн († сл. 1152) и съпругата му графиня Ирменгард/Ерменгард фон Пльотцкау († 1 септември 1161), дъщеря на граф Хелперих фон Пльотцкау, маркграф на Нордмарк († 1118) и графиня Адела фон Байхлинген († 1117/1123), дъщеря на граф Куно фон Нортхайм и маркграфиня Кунигунда фон Ваймар-Орламюнде. Внук е на Валтер I фон Арнщайн/Арнщедт († 16 февруари 1126, битка при Кулм, Бохемия) и правнук на Аделберо фон Щойслинген († сл. 1056) и Юдит († сл. 1107).

## Фамилия
Валтер III фон Арнщайн се жени за Гертруд фон Баленщет († сл. 1194), дъщеря на граф Адалберт III фон Баленщет († 1171) и съпругата му Аделхайд фон Ветин-Майсен, вдовицата на крал Свен III от Дания и Зеланд († 1157). Гертруд е внучка на маркграф Албрехт Мечката фон Бранденбург от фамилията Аскани и съпругата му София фон Винценбург. Те имат децата:
- Албрехт I фон Арнщайн († сл. 1240), граф на Арнщайн, женен за Мехтилд фон Бланкенбург-Регенщайн († сл. 1267)
- Гебхард фон Арнщайн († 1256), фогт Лайтцкау, прародител на графовете на Линдов-Рупин, основава 1246 г. доминикански манастир Нойрупин с брат му Вихман
- Валтер IV фон Арнщайн († сл. 1259), прародител на графовете на Барби
- Вихман фон Арнщайн († 1270), мистик, 1207 г. каноник, 1210 г. провост в Магдебург, 1220 г. електор/епископ на Бранденбург, 1246 г. 1. приор на манастир Нойрупин, основан 1246 г. с брат му Гебхард
- Валтер фон Арнщайн († сл. 1211), провост в „Св. Николай“, катедрален провост в Магдебург
- Ермгард фон Арнщайн († 1243), омъжена за граф Ото I фон Еверщайн († сл. 1282)
- дъщеря, омъжена за граф Фридрих I фон Байхлинген-Ротенбург († сл. 1216), син на граф Фридрих II фон Байхлинген († 1189)